# Барнаулка
Барнау́лка (историческое название Барнаул) — река в Алтайском крае России, левый приток Оби. Дала название городу Барнаул, расположенному в устье реки.

## Этимология

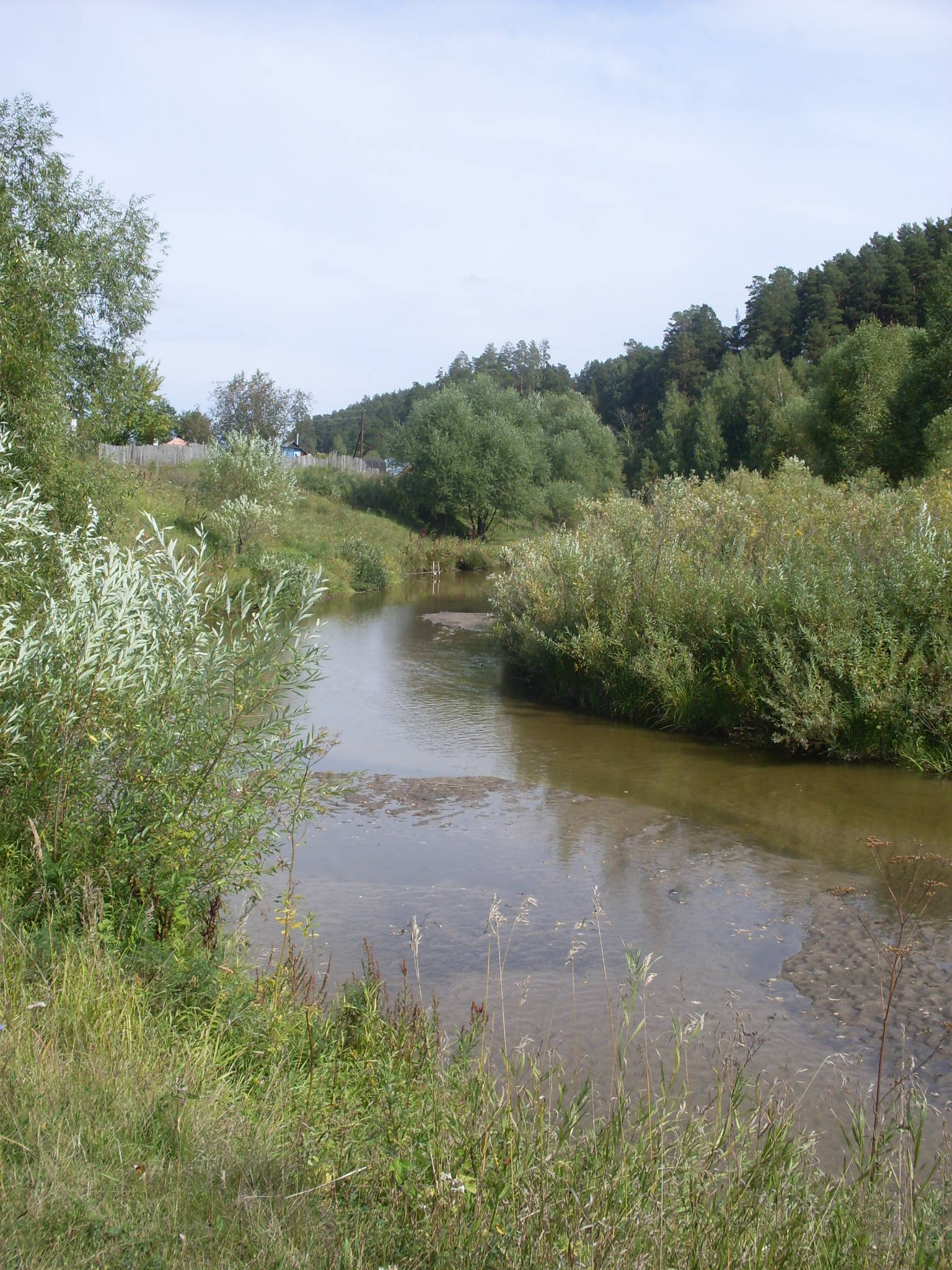
Река в районе посёлка Борзовая Заимка

Наиболее ранними документами с названием реки являются пять карт, выполненных тобольским чертёжником Семёном Ремезовым на рубеже XVII—XVIII веков. В их основу были положены не сохранившиеся материалы конца XVII века. На четырёх чертежах из пяти река названа Бороноур, в одном случае Боронур. В известных историкам письменных источниках второго десятилетия XVIII века упоминание реки встречается дважды. Со слов тюркоязычного населения Верхнего Приобья её название было записано русскими как Борноул (1716) и Боранаул (1717).
Как и многие другие реки Сибири и Алтая, современная Барнаулка именовалась в мужском роде. Официальные документы сохранили эту традицию до XIX века, но в устной речи уже в то время существовал и вариант с женским родом. «Речка Барнаулка, которая течет ис степи з западу, из озёр» упомянута в путевом описании 1735 года, а на карту река попала под таким названием в 1788 году.
Важные сведения о названии реки содержатся в материалах академической экспедиции, побывавшей здесь в сентябре 1734 года. В дневнике путешествия Иоганна Георга Гмелина, опубликованном в 1751 году, Барнаулка из-за своих небольших размеров упоминалась как ручей — «Bach Barna aul». Наиболее полные сведения о ранних названиях Барнаулки дают бумаги спутника И. Гмелина — Герарда Фридриха Миллера, в которых река именуется как «Barnaul» Он отметил на своей карте прежнее монгольское название Барнаулки: «по-калмыцки Boro-nor». Слово nor (нор) по-монгольски означает «озеро» и пишется как нуур. Таким образом название реки реконструировалось в Боро-нуур. Тот же Миллер дал и первое научное объяснение: «Оно означает в этих словах не что иное как Серое озеро».
Однако у исследователей нет единого ответа на вопрос о трансформации последней буквы в слове — «р» в «л». По одной из версий, информаторы просто исказили первоначальное монгольское название в соответствии с нормами своего тюркского языка: Боронуур/Бороноур превратилось в Боранаул/Борноул, а в русском языке превратилось в Барнаул. Однако, в этом случае название имеет не тюркское происхождение.
Другой вариант предложил историк А. П. Уманский, все же считая корни названия реки телеутскими. Отмечена связь между монгольскими словами бараа(н) — «тёмный» и бор — «серый» с тюркскими параан/бараан — «тёмный» и поро/боро — «серый». Вторая же часть слова — ул, по мнению учёного переводится как «река» или «вода». В результате Уманский предположительно восстановил тюркское название Поронгы-ул или Бороны-ул, со значением «мутная вода».
Томский профессор А. П. Дульзон предположил, что название города состоит из двух кетских слов: боруан — «волки» и уль, ул — «река», «вода». Таким образом, Барнаул — «волчья река». Этот вариант подкрепляется тем, что в барнаульском ленточном бору ранее водились волки, а в районе истоков реки расположено множество озёр. К тому же, волк считался священным животным среди жителей Алтая. Со временем, «обрусев» и приспособившись к русскому говору, слово дало название городу.

## Физико-географическая характеристика

### Географическое положение
Барнаулка, расположенная на юге Западной Сибири, относится к средним рекам и имеет протяжённость около 167 км. Площадь бассейна реки составляет 5720 км² (действующая 4500 км²). Контур бассейна приходится на территорию Барнаула и 8 административных районов Алтайского края. Современная долина реки расположена в ложбине древнего стока. В верхней части долину образует ряд вытянутых котловин, в которых расположено до 10 проточных озёр.

### Гидрография
Истоками реки считаются лесные озёра, расположенные в центре соснового бора возле сёл Песчаное и Ворониха. Река, вытекавшая ранее из проточных озёр (Зеркальное, Урлаповское, Среднее, Бахматовское), в настоящее время стала короче на 40 км, а сами проточные озёра обеспечивают ей подпитку через систему пересыхающих летом проток и болот. Водосбор полностью расположен на Приобском плато. Он вытянут узкой полосой (20—27 км) с юго-запада на северо-восток на 240 км.

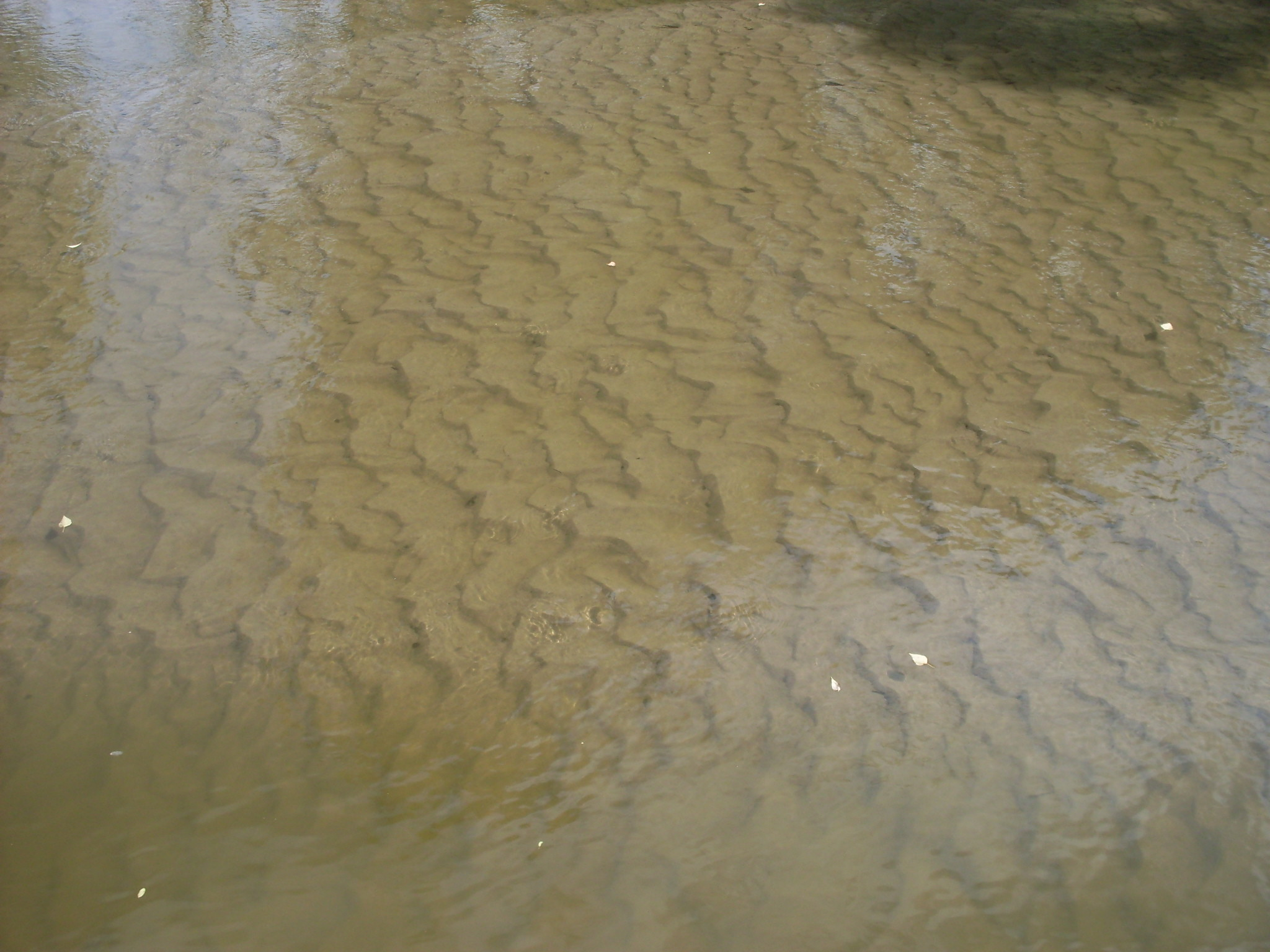
Низкий уровень воды в реке (конец августа)

В низовьях реки, при впадении в Обь, Барнаулка течёт по территории Барнаула, который был основан у её устья.

### Притоки
(км от устья)
- 3 км: Сухой Лог (лв)
- 4 км: Пивоварка (лв)
- 18 км: Власиха (лв)
- 27 км: Штабка (лв)
- 40 км: Паньшиха (лв)
- 52 км: Землянуха (лв)
- 79 км: Бутун (Колывань) (лв)
- 119 км: Рожня (Солоновка) (лв)
- 146 км: Ворониха (лв)
- 173 км: Волчиха (пр)
- 194 км: Мокруша (пр)

### Водный режим и питание реки
Значительное питание река получает и от грунтовых вод, текущих на небольшой глубине под боровыми песками. Большие запасы воды скапливаются в мелких озёрах и болотах, прилегающих к пойме реки.
Весеннее половодье (1—2 м) продолжительное (начало апреля — середина июня). Дождевые паводки незначительные и растянутые. На всём своём протяжении Барнаулка не пересыхает и зимой не промерзает. Ледостав с начала ноября до начала апреля. Толщина льда 0,7—1 м.

### Животный мир
Состав ихтиофауны Барнаулке представлен 9 видами, относящимися к 4 семействам: щуковые, карповые, вьюновые, окуневые. В основном русле встречаются пескарь, щиповка, щука и плотва. Золотой карась, линь и озёрный гольян отмечены в пойменных водоёмах. Серебряный карась и окунь населяют, как русловые так и пойменные биотопы. К наиболее редким видам отнесена щиповка сибирская. Вероятная причина сокращения численности этого вида заключается в ухудшении качества воды и условий обитания. Сильное загрязнение воды в устье реки создаёт непроходимый порог для обских рыб.
В пределах долины реки обитают: горностай, норка, барсук, остромордая лягушка, прыткая ящерица, живородящая ящерица, уж, ёж, бобр, бурундук, полёвка, лиса, ласка, колонок. Среди птиц, вблизи от реки зимуют: большая синица, московка, пухляк; а также гнездятся: рябинник, пеночка-теньковка, серая славка и скворец.

### Растительность

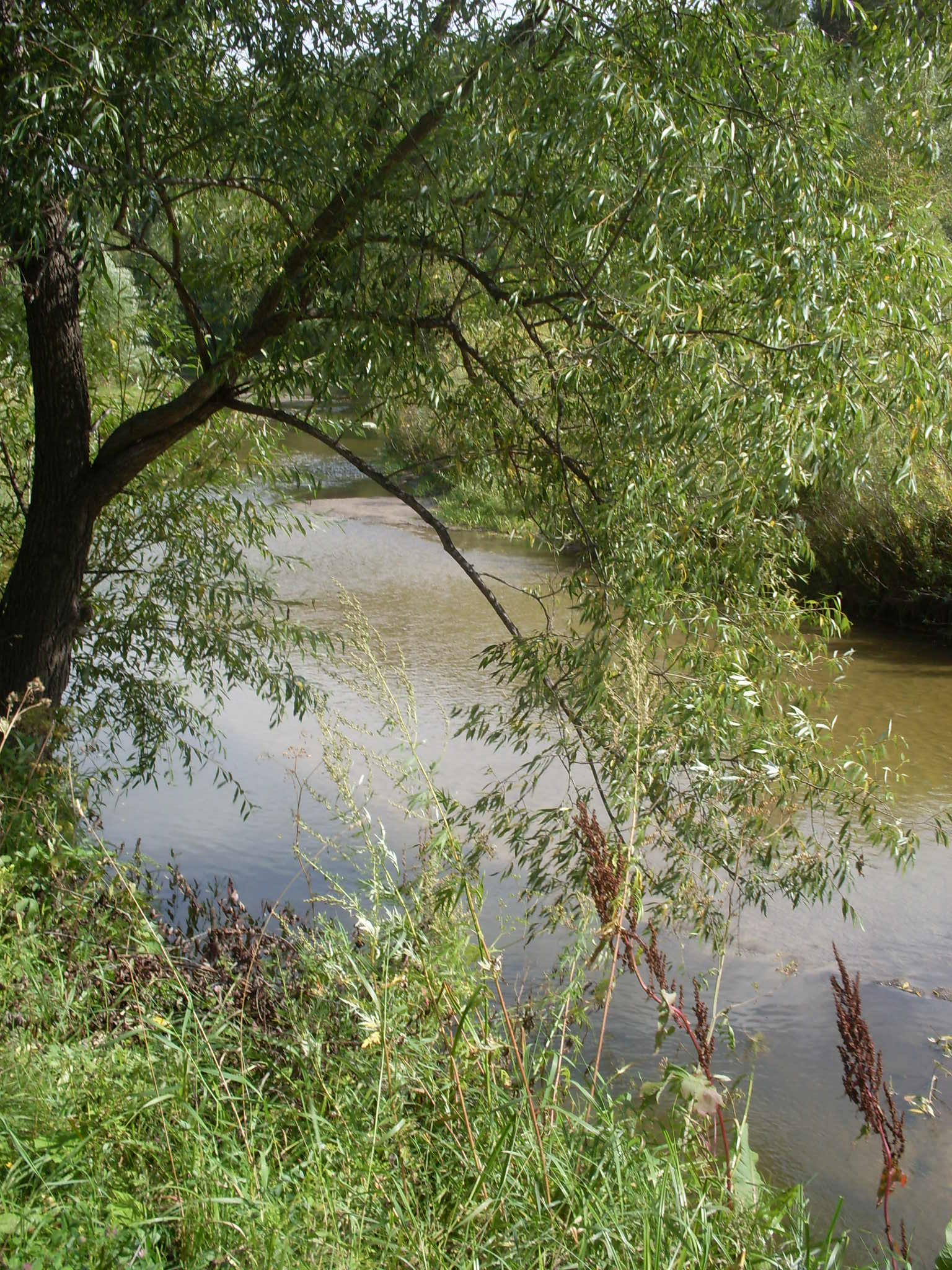
Ива на берегу Барнаулки

Основу фитопланктона реки составляют факультативные планктеры. Большая часть водорослей, обитающих в реке относится к космополитам (48 %), тогда как роль бореальных видов снижена (22 %). Внезапное снижение видового разнообразия фитопланктона, смена доминантов, а также резкое уменьшение биомассы и численности, зафиксированное в черте города, свидетельствует о воздействие на фитопланктон промышленных сбросов неясного происхождения.
На значительной территории бассейна реки расположен ленточный бор, в котором произрастают: Сосна обыкновенная, осина, тополь чёрный, карагана древовидная, ежевика, черника, золотарник обыкновенный, папоротник орляк, душица обыкновенная. На освобождённых от леса участках преобладают разнотравно-злаковые в сочетании с пойменно-осоковыми луга.

### Экологическое состояние
Барнаулка испытывает значительное антропогенное воздействие как в пределах Барнаула, так и выше его. На её берегах в черте города расположен ряд предприятий и промышленных производств, на большинстве которых отсутствует ливневая канализация, и сточные воды с поверхности почвы стекают непосредственно в реку. Но и выше по течению, там где река струится через живописный сосновый бор, расположено около десятка летних детских оздоровительных лагерей, большей частью не функционирующих, санитарные сооружения которых к настоящему времени разрушились, и расположенные вдоль берегов выгребные ямы туалетов и помоек начали активно взаимодействовать с руслом реки.
Концентрация аммиака в воде возрастает от истока к устью. В районе устья реки наблюдаются высокие концентрации поллютантов (диоксида серы, окислов азота, тяжёлых металлов), что свидетельствует об интенсивном загрязнении воды органическими веществами бытовой природы. Их окисление идёт с большим потреблением кислорода. В осенние сезоны воды рек Барнаулки и Пивоварки превышают допустимый гигиенический уровень 6 мг/куб. дм.
Техногенные загрязнения реки характеризуются высокими концентрациями нефтепродуктов. Даже в створе выше города содержание нефтепродуктов в воде превышает ПДК в 2—3 раза, а осенью до 30 раз. В устье реки концентрация фенолов во все сезоны превышает ПДК в 4-5 раз.
По шкале оценки уровня нефтяного загрязнения, донные отложения (практически во всех створах реки) могут быть отнесены к чистым, умеренно-загрязнённым (до 40 мг/100 г), а в периоды весеннего половодья и осенней межени к загрязнённым (от 40 до 300 мг/100 г). В течение года концентрация нефтепродуктов в донных отложениях Барнаулки изменяется в пределах 0,03 мг/г — 2,46 мг/г. Пространственное изменение концентрации нефтепродуктов в донных отложениях реки неоднородно и зависит от времени года.
В 2003 году, а также в 2006—2008 годах для привлечения внимания властей к проблеме реки музыканты творческого объединения «Дубовая роща» проводили экологические акции — сплав на каяках и рафтах с последующим экологическим субботником с участием школьников, студентов и журналистов Барнаула. Эти общественные акции, хотя и назывались сплавами по Пивоварке, фактически проходили на Барнаулке на участке от устья Пивоварки до моста на Ленинском проспекте.

## Хозяйственное использование
Воды Барнаулки использовались для приведения в движение мехов печей Барнаульского сереброплавильного завода, для чего 28 сентября (9 октября по новому стилю) 1739 года на реке была сооружена плотина. Образованный плотиной пруд просуществовал до середины 1920-х годов, дал название улицам Правый берег пруда и Левый берег пруда (ныне улица Ползунова).

Устье Барнаулки.

На территории бассейна расположено 36 совхозов, колхозов, 6 лесхозов, 16 лесничеств. Из предприятий по переработке сельскохозяйственной продукции в бассейне реки расположен Черемновский сахарный завод.
Хозяйственная деятельность человека оказывает сильное влияние на ландшафты бассейна с начала XVIII века. Сосновый лес многократно подвергался вырубкам для нужд демидовских заводов. Только в Егорьевском заказнике, большая часть которого расположена в крайней юго-западной части бассейна р. Барнаулки, в той или иной степени сохраняются боровые ландшафты.
Степные водораздельные пространства Барнаулки практически полностью распаханы. Нераспаханные площади представляют собой участки степи размерами нескольких десятков гектаров вокруг солёных озёр, солончаков и в местах, недоступных для сельскохозяйственных работ. Почти повсеместно ведётся интенсивный выпас скота. Практически все притоки пересыпаны непроточными плотинами.
Воды Барнаулки несут большое количество песка, который при впадении в Обь образует перекаты, затрудняющие судоходство. Для защиты причалов Барнаульского речного порта от обмеления в 1946—1950 годах ниже устья Барнаулки на Оби была сооружена дамба, образовавшая вместе с естественным островами ковш речного порта, а пассажирский речной вокзал был перенесен выше по течению. В 2000—2010 годах на дамбе ведется активное жилищное строительство.

## Природные и исторические памятники
В бассейне Барнаулки на данный момент имеется только один памятник природы местного значения — Приборовая степь (близ села Малышев Лог Волчихинского района Алтайского края). Это единственный ботанический объект охраны на прилегающей к реке территории. Остальные — парки, находятся в черте Барнаула и являются скорее культурными памятниками.